# DMS Maritime
DMS Maritime, anciennement Defence Maritime Services, est une société fournissant des services portuaires à la composante Marine de l'Australian Defence Force. C’est une filiale de Serco Group.

## Historique

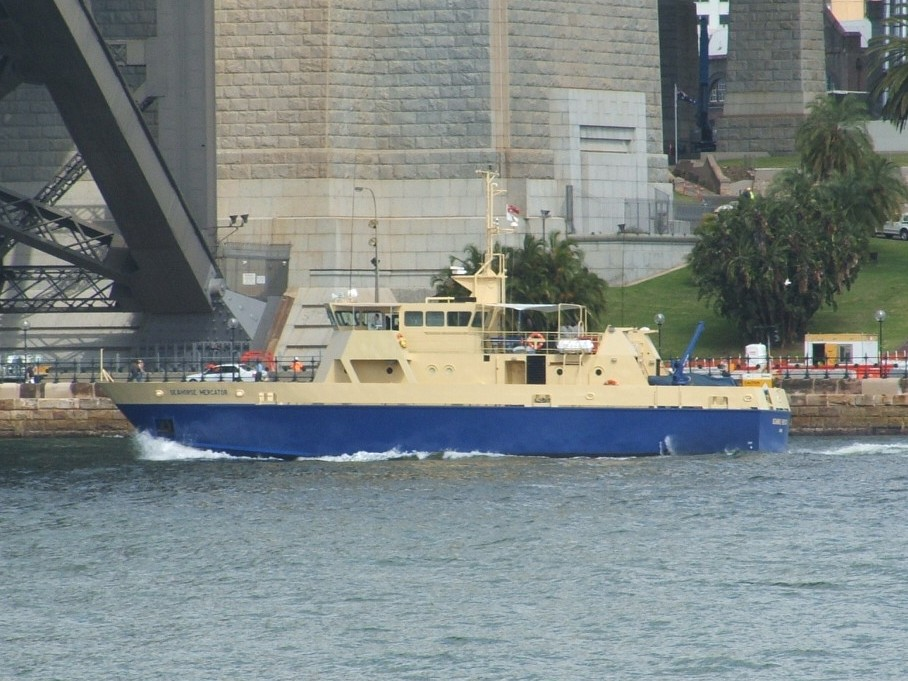
Le Seahorse Horizon dans le port de Sydney en août 2007

Defence Maritime Services a été fondée en 1997 en tant que coentreprise à 50/50 entre P&O Maritime Services et Serco Group pour remplir un contrat pour organiser les services de remorqueurs et de ferries et de fourniture et d’entretien de petits bateaux pour la Royal Australian Navy (RAN) ,. En 2012, Serco a racheté les parts de P&O.
Ayant son siège social à Sydney, la société a des opérations à Cairns, Darwin, Dampier, Fremantle, Western Port, la baie de Jervis et Sydney. Elle exploite actuellement huit navires océaniques et plus de 100 embarcations portuaires, et compte environ 350 employés. Les services que DMS est chargée de fournir à la Royal Australian Navy comprennent l’exploitation de remorqueurs et d’allèges dans les bases de la RAN, la formation des membres de la RAN et l’entretien des navires de guerre de la RAN.

### Navire-école de navigation

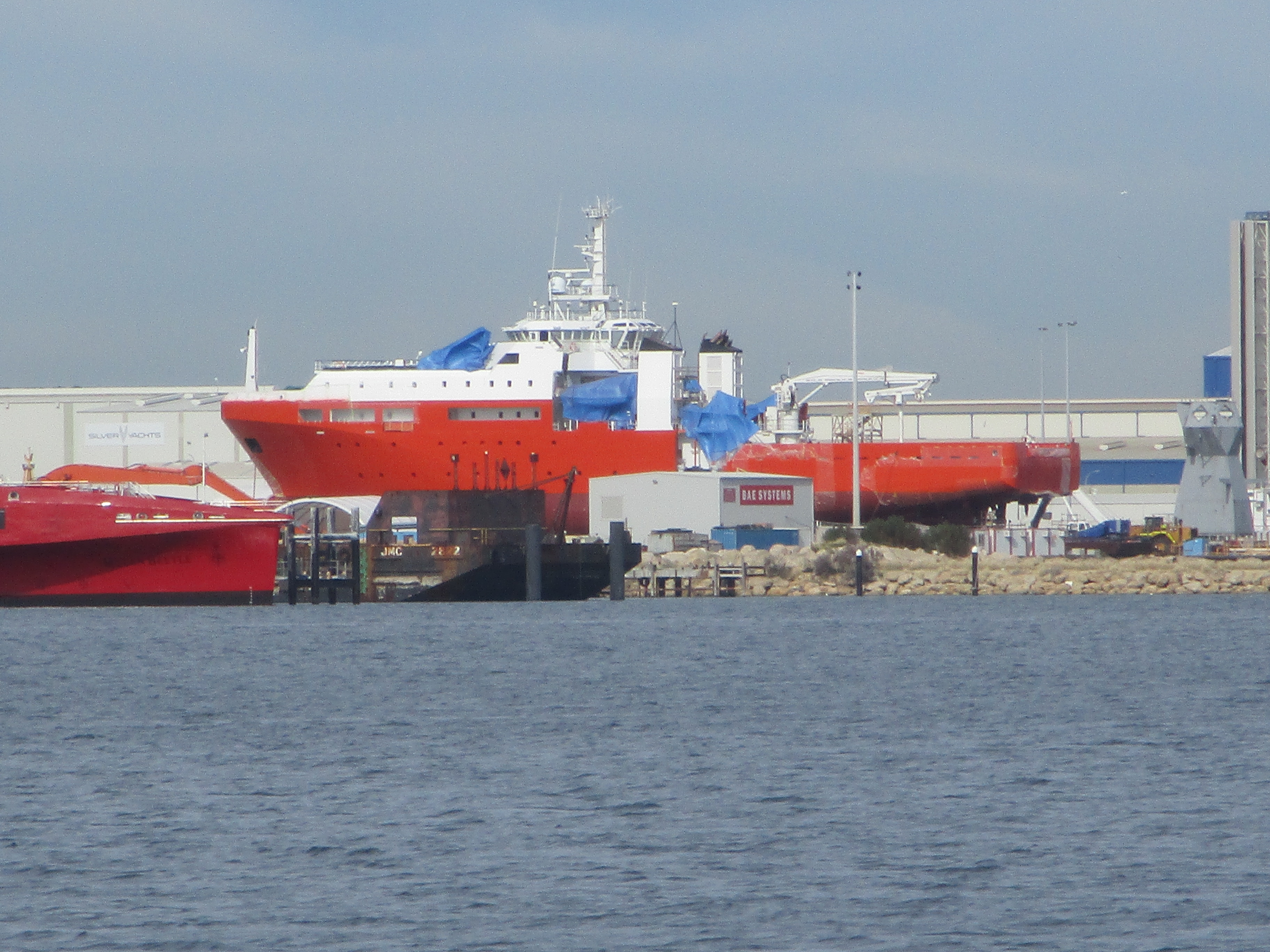
Le MV Besant à Henderson (Australie-Occidentale).

#### Allèges grues de classe Wattle

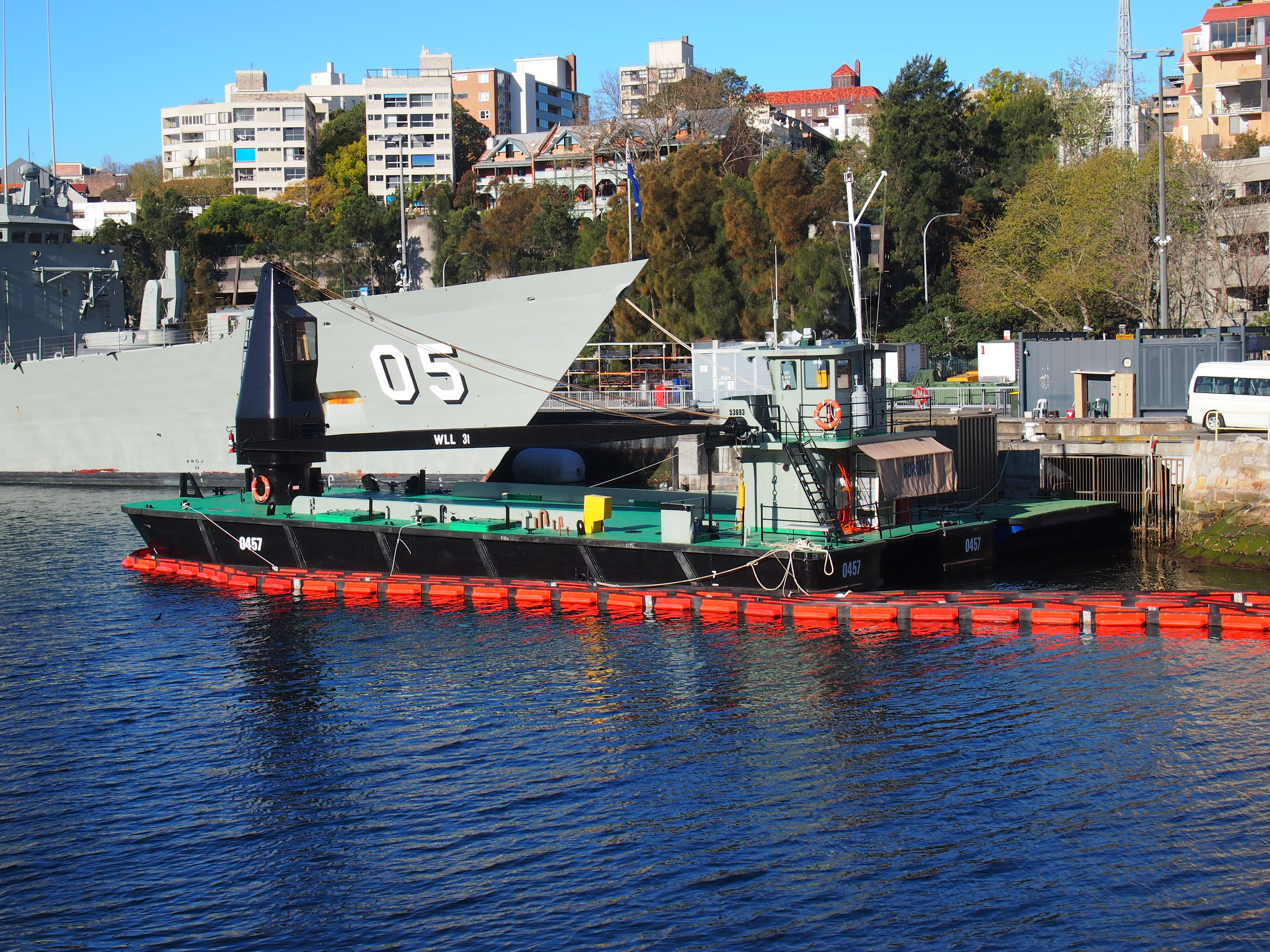
Le CSL 02 Boronia à la base navale de Kuttabul en septembre 2012

## Navires exploités

### Navires auxiliaires
Tenders d’usage général
- Seahorse Spirit
- Seahorse Standard

### Navire-écoledenavigation[6]
- Seahorse Horizon

### Navires desauvetageet d’évacuation de sous-marins[7]
- Besant
- Stoker

### Embarcations de chantier et de service

#### Allèges plates de 60 tonnes[6]
- FTL 60101
- FTL 60102
- FTL 60103
- FTL 60104
- FTL 60105
- FTL 60107
- FTL 60108
- FTL 60109
- FTL 60110
- FTL 60111
- FTL 60112
- FTL 60113
- FTL 60114
- FTL 60115
- FTL 60116
- FTL 60117
- FTL 60118
- FTL 60119
- FTL 60120
- FTL 60121

#### Tenders deplongéede classe Southerly 65[6]
- Dugong (2001)
- Seal
- Shark (2004)

#### Diverses allèges àmunitionsenbéton[6]
- CAL 209
- CAL 5012
- CAL 10011
- CAL 10012
- CAL 10013
- CAL 10014

#### Allègesgruesde classe Wattle[6]
- CSL 01 Wattle
- CSL 02 Boronia
- CSL 03 Telopea

#### Bateaux de travail naval à usage généralSteber43[8]
- NGPWB 01 Patonga
- NGPWB 02
- NGPWB 03
- NGPWB 04 Sea Dragon
- NGPWB 05
- NGPWB 06
- NGPWB 07
- NGPWB 08
- NGPWB 09 Sea Witch
- NGPWB 10

#### Bateaux portuaires de transport du personnelNoosa Cat930[8]
- 0901
- 0902
- 0903
- 0904

#### VedettespourVIPde classe Riviera[8]
- 38103 Tresco II

#### Bargede l’amiral[8]
- AB 1201 Green Parrot

#### Bateaux de transport du personnel portuaire Shark Cat 800[8]
- 0801
- 0802
- 0803
- 0805

#### Bateaux de travail naval[8]
- NWB 1230
- NWB 1260
- NWB 1281 Otter
- NWB 1282 Walrus
- NWB 1285 Grampus
- NWB 1286 Dolphin
- NWB 1287
- NWB 1288
- NWB 1289
- NWB 1290
- NWB 1291
- NWB 1292 Turtle

#### Bateau de travail de conceptionHalvorsen[9]
- AWB 4011

#### Bateaux de travail Mk 1 de 40 pieds et de conception de 1963[9]
- AWB 404
- AWB 421
- AWB 423
- AWB 424
- AWB 436
- AWB 440
- AWB 1658
- AWB 4006
- AWB 4007

#### Bateau de travail AWB Mod. II[9]
- 4010

#### Bateaux de travail àcabinecourte ou longue AWB[9]
- Amethyst
- 4002

#### Bateaux pneumatiques à coque rigidede 7,2 mètres[9]
- 27 RHIBS, numérotés de 0701 à 0727

#### Allèges à eau et à carburant de classe Wallaby

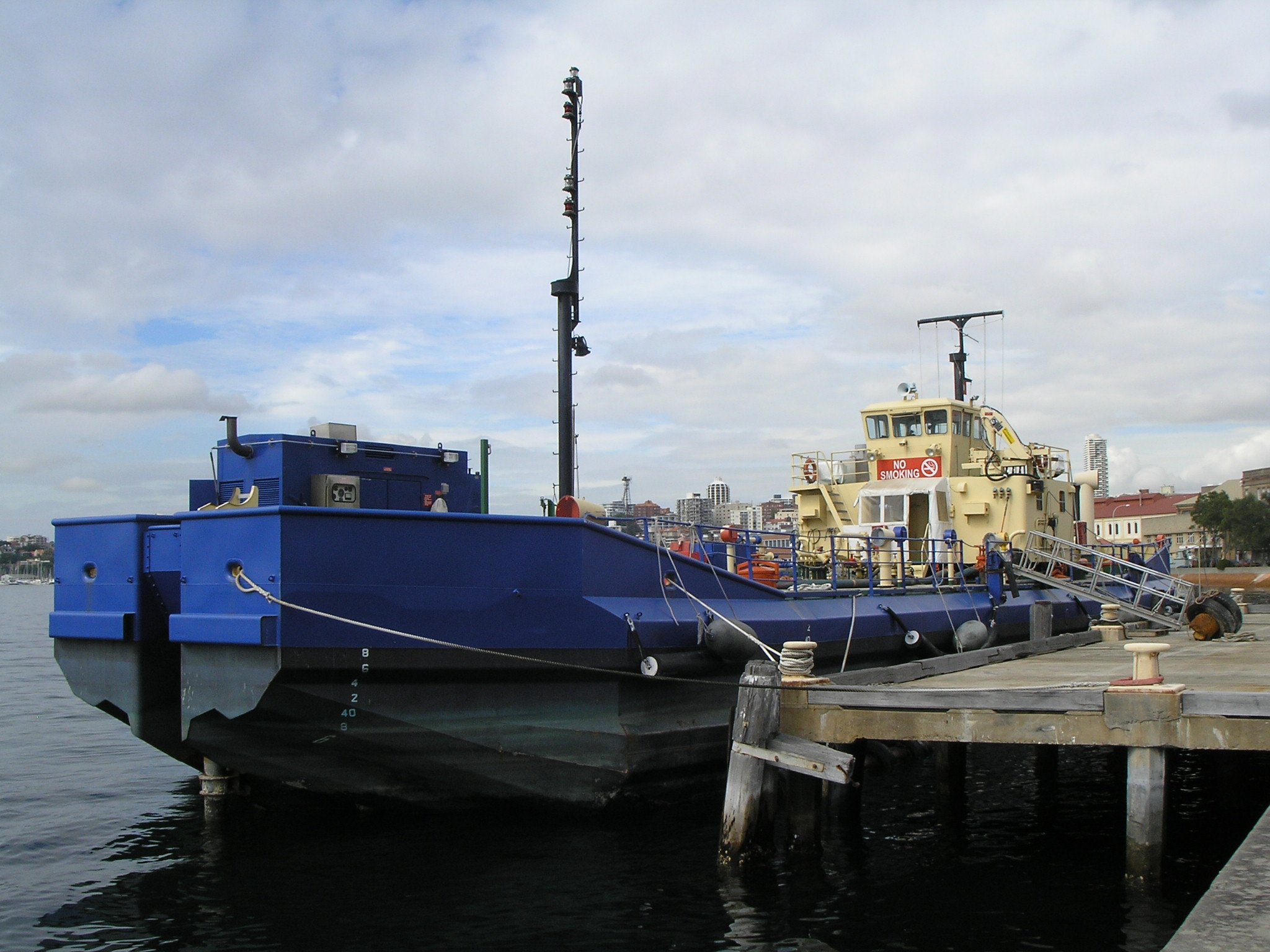
Le Wyulda à HMAS Kuttabul en février 2008

#### Cibles de surface radiocommandées[9]
- RCST 06
- RCST 07
- RCST 08
- RCST 09
- RCST 10
- RCST 11

#### Allèges à eau et àcarburantdeclasse Wallaby[9]
- Wallaby
- Wombat
- Warrigal
- Wyulda

#### Repêcheur de torpilles[10]
- 446 Tuna
- 447 Trevally
- 448 Tailor

#### Remorqueur compact
- Tancred - Remorqueur ASD Damen 2310

#### Remorqueur/bateau de travail
- Wattle - Remorqueur Damen Stan 1606

#### Remorqueurs côtiers[10]
- 2601 Tammar
- Seahorse Quenda
- Seahorse Chuditch
- Elwing - Damen Standard construit ASD 2411
- Waree - Damen Standard construit ASD 2411

#### Remorqueur portuaire moyen[10]
- 1801 Quokka

#### Remorqueur portuaire de classe Bronzewing[11]
- Bronzewing
- Currawong
- Mollymawk

### Embarcations d’entraînement

#### Navire-écoled’aviation
- MV Sycamore (propriété de DMS, équipage fourni par Teekay)

#### Embarcations d’entraînement à lavoile[11]
- 850576 Salthorse

#### Petitsyachtsd’entraînement de classe Swarbrick III[11]
- STY 3807 Alexander of Cresswell
- STY 3808 Friendship of Leeuwin
- STY 3809 Lady Peryhyn of Nirimba
- STY 3810 Charlotte of Cerberus
- STY 3811 Scarborough of Cerberus

#### Dinghiesà voile Tasar[11]
- 63 navires, numérotés entre 1925 et 2546

#### Embarcations d’entraînement à la navigation et d’amarinage de classe ASI 315[11]
- Seahorse Mercator